# Pelgrimskerk (Zoetermeer)
De Pelgrimskerk is een kerk in het oude dorp van de Nederlandse plaats Zoetermeer. De kerk en de naastgelegen pastorie zijn ontworpen door architect B.W. Plooij uit Amersfoort en werden gebouwd in 1932. De kerk is in zakelijk expressionistische stijl. Kenmerkend zijn de elkaar kruisende zadeldaken en de paraboolvormige spits. Het gebouw biedt plaats aan ongeveer 350 mensen. 
Lange tijd had de kerk officieel geen naam, maar werd door de Zoetermeerders van vóór de groeisprong ook wel de Boterkerk genoemd. De meer dan zestig vroegere Zoetermeerse boterhandelaren waren gereformeerd en de aanleiding kan zijn dat ze hier 's zondags kerkten of omdat ze de bouw van de kerk hadden gefinancierd. 
De glas-in-loodramen zijn vervaardigd door het Kunstatelier in Het Bildt. 
De twee bronzen klokken in de toren zijn uit 1949. De oorspronkelijke zijn in de Tweede Wereldoorlog gestolen door de Duitse bezetter. 
De Pelgrimskerk is samen met de bijbehorende pastorie op 16 april 1991 op de gemeentelijke monumentenlijst geplaatst vanwege hun architectuurhistorische en stedenbouwkundige waarde. 
Het gebouw was in gebruik bij een wijkgemeente van de Gereformeerde Kerk, die deel uitmaakt van de Protestantse Kerk in Nederland en verving het eerdere kerkgebouw van de Gereformeerde Gemeente in het Lagereinde
In 2019 is een bestuurlijke samenwerking tussen de drie protestantse wijkgemeenten Pelgrimskerk, de Oase (Meerzicht) en de Regenboog (Rokkeveen) gestart. Na deze aanloop en groei naar integratie zijn de drie afzonderlijke wijkkerkenraden en gemeenschappen opgegaan in een nieuwe gemeenschap onder de naam Protestantse Wijkgemeente Zoetermeer Zuid met als centraal kerkgebouw De Regenboog in het stadsdeel Rokkeveen. De Pelgrimskerk was hierdoor niet meer nodig. De laatste kerkdienst was op zondag 30 januari 2022 na bijna 90 jaar als plaats van samenkomst te hebben gefunctioneerd.
In juni 2023 werd bekend dat het gebouw was overgenomen door de gereformeerde gemeente Zoetermeer.

## Het interieur
De nog originele eikenhouten kerkbanken zijn geleverd door Kerk- en Schoolmeubelenfabriek 'De Volharding' te Velp. Ze hebben zwartgelakte zittingen, leuningen en biezen. In 1982 heeft de kerk een grote opknapbeurt gekregen, waarbij de interne kleurstelling iets is gewijzigd. Het doopvont draagt drie afbeeldingen: de zondvloed, de doortocht door de Schelfzee en de doop van Jezus Christus. 

## Het orgel
Het orgel werd gebouwd door de firma L. Verschueren uit Heythuysen en dateert uit 1969. Er is daarbij gebruikgemaakt van pijpen uit oudere orgels. Het is beschreven op de Orgelsite. Hier is ook de dispositie te vinden. 